# Bavarska nasledstvena vojna
Bavarska nasledstvena vojna, ironično tudi krompirjeva vojna, konfrontacija pruske in avstrijske vojske na Češkem v letih 1778-79.
Ob izumrtju bavarske veje Wittelsbachov, leta 1777, je Avstrija postavila zahtevo po Spodnji Bavarski in Zgornjem Palatinatu (nemško Oberpfalz) in, potem ko je novi bavarski volilni knez Karel Teodor na to pristal, ozemlje zasedla z vojsko. Pruski kralj Friderik II. Veliki je kot protiukrep z vojsko prekoračil češko mejo. Avstrijska vojska je pričakala Pruse, okrepljene s saškimi četami, na utrjenih položajih severovzhodno od Prage. Zaplet so rešili brez prelivanja krvi z mirom v Teschnu; vojski sta se umaknili, Bavarska pa je morala Avstriji odstopiti območje Innviertel.

## Uvod
Do bavarske nasledstvene vojne je prišlo v času, ko je pobudo v zunanji politiki habsburške monarhije že prevzemal sovladar Marije Terezije, cesar Jožef II., in so bila razmišljanja avstrijskega kanclerja von Kaunitza o odnosih s sosedi bliže Jožefovim kot vladaričinim pogledom.
Na Bavarskem je s smrtjo bavarskega volilnega kneza Maksimilijana Jožefa leta 1777 izumrla bavarska veja Wittelsbachov. Po dednih pravilih rodbine (postavljenih leta 1329 z rodbinsko pogodbo v Paviji) je nasledstvo pripadlo volilnemu knezu Renskega Palatinata Karlu Teodorju iz wittelsbaške veje Pfalz-Salzbach, ki je tako pod svojo oblastjo združil ozemlji Palatinata in Bavarske. Toda tudi Karel Teodor je bil brez legitimnih potomcev. Kot naslednji upravičenec za nasledstvo je prihajal v poštev Karel II. Avgust iz wittelsbaške veje von Pfalz-Zweibrücken-Birkenfeld, ki ga je bila Marija Terezija kot zeta odklonila (Terezijina šesta hči Marija Amalija si je to zvezo želela, a se je morala poročiti s parmskim vojvodo Ferdinandom). Kasneje se je Karel II. Avgust poročil z drugo princeso Marijo Amalijo, sestro saškega volilnega kneza Friderika Avgusta III., in tako pridobil zavezništvo Saške.
Dedno neugoden položaj Karla Teodorja na Bavarskem je Jožef II. želel izkoristiti za izboljšanje avstrijskega položaja v srednji Evropi in nekoliko nadomestiti izgubo, ki jo je Avstrija utrpela s prusko zasedbo Šlezije. V njegovem imenu se je kancler Kaunitz, vedoč da Karlu Teodorju Bavarska ni preveč pri srcu, oprl na zelo neprepričljive dedne in fevdne pravice Habsburžanov na Spodnjem Bavarskem in v Zgornjem Palatinatu in uspel v tajnih pogajanjih Karla Teodorja pripraviti do tega, da je Habsburžanom dedne pravice priznal. (Karel Teodor si je ob tem obetal, da bo od Jožefa II. dobil v zameno ozemlja v Prednji Avstriji in na Avstrijskem Nizozemskem, ki jih bo lahko kot dedna gospostva zapustil svojim številnim nezakonskim sinovom). Takoj ko je bil dogovor 3. januarja 1778 na Dunaju podpisan, je avstrijska vojska zasedla s pogodbo določene dele Bavarske.

## Brez prelivanja krvi
Avstrijski zasedbi ozemelj je nasprotovalo prebivalstvo zasedenih ozemelj in večina nemških knezov ter predvsem pruski kralj Friderik II., ki je tudi sam pogledoval po bavarskih ozemljih in je na vsak način hotel preprečiti krepitev avstrijskega položaja v cesarstvu; pridružil se mu je do nasledstva upravičeni vojvoda von Pfalz-Zweibrücken-Birkenfeld. Potem ko diplomatska pogajanja niso bila uspešna, je Friderik II. 3. junija Avstriji napovedal vojno. 5. julija je pruska vojska, okrepljena s saškimi četami, prekoračila češko mejo.
Prusi so pod poveljstvom Friderika II. (80.000 mož) prodirali iz Šlezije (iz Kłodzkega) in pod poveljstvom Friderikovega mlajšega brata, princa Henrika (60.000 pruskih in 20.000 saških vojakov), preko prelazov iz Saške in Lužice in se ustavili pred avstrijskimi položaji ob zgornji Labi (nazivni poveljnik Jožef II., operativni feldmaršal von Lacy) in Jizeri (poveljnik feldmaršal von Laudon), ki so jih Avstrijci držali s 170.000 vojaki. Obe strani sta se izogibali odločilnemu spopadu in se omejevali na manjše premike, vznemirjanja in motenje oskrbovalnih poti. Pri tem so se na avstrijski strani izkazale lahke enote iz Vojne krajine. Ob pomanjkljivi oskrbi v slabem vremenu sta vojski Čehom pojedli vse zaloge hrane, med katero je prevladoval krompir; vojno so zato ironično poimenovali krompirjeva vojna. Avstrijski obrambni položaji so bili dobro izbrani, tako da Prusi niso tvegali napada. Do njega ni prišlo tudi zato, ker se Francija in Rusija s prusko zasedbo Češke nista strinjali in ker se je Marija Terezija obrnila na pruskega kralja s prošnjo, naj se izogne prelivanju krvi, na kar je Friderik pisno pristal. 
Na pobudo Marije Terezije se je, po sprva neuspešnih poskusih, s podporo ruske carice Katarine Velike vendarle posrečilo končati vojno z mirom v Teschnu (13. maj 1779); Rusija in Francija sta bili pogodbena poroka. Bavarska je morala Avstriji kot odškodnino za njene zahteve odstopiti ozemlje med rekami Donava, Inn, Salzach in Traun z okrog 60.000 prebivalci in mestoma Braunau in Ried, t. i. Innviertel; Avstrija je Prusiji priznala pravico do frankovskih mejnih grofij Brandenburg - Bayreuth in Brandenburg - Ansbach (kjer so gospodarili Hohenzollerji, sorodniki Friderika II; Prusija je leta 1791 grofiji odkupila od gospodarjev). Posredovanje za mir v Teschnu je bilo zadnje zunanjepolitično dejanje Marije Terezije.